# Potamogeton cooperi
Potamogeton cooperi är en nateväxtart som först beskrevs av Alfred Fryer, och fick sitt nu gällande namn av Alfred Fryer. Potamogeton cooperi ingår i släktet natar, och familjen nateväxter. Inga underarter finns listade.